# Закавказский комиссариат

Закавказский край в 1903 году.

Закавка́зский комиссариа́т — временное коалиционное правительство Закавказья с участием грузинских меньшевиков, правых эсеров, армянских дашнаков и азербайджанских мусаватистов, созданное в Тифлисе 15 (28) ноября 1917 года. Закавказский комиссариат пришёл на смену ОЗАКОМу — органу Временного правительства России.
В своей деятельности опирался на Закавказский краевой центр советов рабочих, крестьянских и солдатских депутатов, а также на национальные общественные объединения — Армянский и Грузинский национальные советы и Центральный закавказский мусульманский комитет (Национальный комитет), каждый из которых имел в своём подчинении национальные вооружённые формирования. Главнокомандующий войсками Кавказского фронта генерал М. А. Пржевальский в своём приказе № 791 от 19 ноября (2 декабря) заявил о признании им Закавказского комиссариата и призвал войска подчиниться этой власти.
По отношению к Советской России Закавказский комиссариат занял откровенно враждебную позицию, поддерживая все антибольшевистские силы Северного Кавказа — на Кубани, Дону, Тереке и в Дагестане в совместной борьбе против Советской власти и её сторонников в Закавказье. Опираясь на национальные вооружённые формирования, Закавказский комиссариат распространил свою власть на всё Закавказье, кроме района Баку, где установилась Советская власть. К началу 1918 года в Закавказье таким образом сформировались два противоборствующих лагеря, собиравших вокруг себя дружественные или союзные силы. Большевистскому Бакинскому промышленному району, являвшемуся форпостом Советской власти в регионе, противостоял традиционный центр края — Тифлис и располагавшийся здесь Закавказский комиссариат.
Комиссариат действовал в условиях обострившихся межнациональных конфликтов между армянами и азербайджанцами в Елизаветпольской и Эриванской губерниях и в других местах, угрозы захвата Закавказья турецкими войсками, а также сильного влияния большевиков, особенно среди частей Кавказского фронта.
26 марта 1918 года Закавказский сейм принял отставку Закавказского комиссариата и сформировал Временное закавказское правительство.

## История

### Образование Закавказского комиссариата
После Февральской революции 1917 года Временное правительство России сформировало из депутатов 4-й Государственной думы специальный орган для управления Закавказьем — Особый Закавказский комитет (ОЗАКОМ).
После свержения Временного правительства в результате Октябрьского вооружённого восстания, 11 (24) ноября 1917 года в Тифлисе состоялось совещание по вопросу организации местной власти в Закавказье, где было принято решение о создании «Независимого правительства Закавказья» — «Закавказского комиссариата». В совещании участвовали представители всех политических партий, Краевого и Тифлисского Советов, ОЗАКОМа, командующего Кавказским фронтом, союзников (британский и французский военные агенты при штабе Кавказской армии) и консул США. Собравшиеся отказались признать власть Совнаркома Советской России. Представители партии большевиков, оказавшиеся на совещании в меньшинстве, огласили декларацию, осуждавшую его организаторов, и покинули совещание. В декларации Закавказского комиссариата было указано, что он будет действовать «лишь до созыва Всероссийского учредительного собрания, а в случае невозможности его созыва … до съезда членов Учредительного собрания от Закавказья и Кавказского фронта».
Посты в комиссариате были распределены по национальному принципу. Основные министерства — внутренних дел, военное, земледелия — находились в руках грузинских меньшевиков. Остальными руководили представители «Мусавата» и «Дашнакцутюна», при этом соблюдался паритетный принцип, по которому при министре-меньшевике товарищами (помощниками) состояли дашнаки и мусаватисты, и наоборот. Политика комиссариата определялась тремя национальными советами (армянским, грузинским и мусульманским), представители которых входили в Межнациональный совет, выполнявший координационные функции. Межнациональный совет возглавлял грузинский меньшевик Ной Рамишвили.
Основными своими задачами Закавказский комиссариат объявил ликвидацию анархии и борьбу с большевистской Россией. В обращении комиссариата к народам Закавказья заявлялось, что он рассматривает себя как временный орган власти и намерен направить свою деятельность на решение самых неотложных вопросов — продовольственного, земельного, финансового и т. д. Обещалось также незамедлительно подписать перемирие на фронте и урегулировать национальные отношения.
16 (29) декабря Закавказский комиссариат принял «Положение о земельной реформе», которое было разработано ещё Временным правительством. Согласно Положению, превышавшие норму частные земельные владения, а также государственные и церковные земли предполагалось передать специальным земельным комитетам.

### Военно-политическая ситуация
Революционные события, происходившие в 1917 году в России и кавказском регионе, не могли не сказаться на боеспособности Кавказской армии. Командование Кавказского фронта, пытаясь противодействовать падению воинской дисциплины, экспериментировало с созданием национальных воинских формирований. К середине июля 1917 года на Кавказском фронте армянские батальоны были развёрнуты в стрелковые полки, после чего последовало их объединение в бригады. В конце октября приказом начальника штаба Верховного главнокомандующего было заложено обоснование для будущего формирования единого войскового соединения — Добровольческого армянского корпуса. Тогда же началось комплектование Грузинского корпуса, в декабре Мусульманский национальный комитет приступил к формированию первых азербайджанских полков Мусульманского корпуса в районе Елизаветполя (Гянджи). 
5 (18) декабря между Османской империей и Закавказским комиcсариатом в лице командующего фронтом М. А. Пржевальского было заключено Эрзинджанское перемирие, предусматривавшее прекращение боевых действий. 6 (19) декабря Закавказский комиссариат постановил «демобилизовать, по возможности, армию», «национализировать» отдельные воинские части, вооружить национальные формирования и создать «специальный орган для руководства борьбой с большевиками». Как отмечал советский исследователь А. Стеклов, «формирование национальных частей совпадало с интересами национальных партий, заключивших блок между собой в лице Закавказского комиссариата, так как каждая из них понимала недолговечность созданного блока ввиду усиливавшихся тенденций к национальному обособлению».
Весть о перемирии с турками привела к массовому исходу солдат с фронта. Закавказским комиссариатом было принято решение о разоружении отходивших с фронта частей, что вызвало крайне негативную реакцию в воинских частях, не желавших сдавать оружие, и в конечном итоге привело к столкновениям. Второй Кавказский краевой армейский съезд, прошедший в Тифлисе 23 декабря 1917 (5 января 1918 года), постановил, чтобы части возвращались на родину с оружием в руках в целях образования на местах рабоче-крестьянской Красной гвардии. Большевики и левые эсеры, имевшие большинство на съезде, провели резолюцию с отказом признать власть Закавказского комиссариата. Также было принято решение о полной поддержке власти Советов в Закавказье и был избран новый Краевой Совет армии (большевистско-левоэсеровский). Когда же большинство делегатов разъехалось, меньшевики, эсеры и дашнаки при поддержке Тифлисского совета объявили это решение нелегитимным, в то время как избранный на съезде Краевой Совет армии создал свой исполнительный орган — Военно-революционный комитет армии, предложивший создавать в частях и гарнизонах ВРК для захвата власти на местах.
В Баку приказ генерала Пржевальского о разоружении и расформировании русских воинских частей и формировании национальных частей был воспринят с тревогой. Как писала газета «Бакинский рабочий», «приказ генерала Пржевальского, написанный под диктовку Кавказского комиссариата, националистов-сепаратистов, не только оголяет фронт перед местным врагом, но и создаёт невероятную анархию внутри страны. Роспуск единого российского войска и создание национальных корпусов наносит удар не только российской революции, но и ставит на карту существование кавказских народов». Действия Закавказского комиссариата побудили Совнарком Советской России 6 (19) декабря назначить председателя Баксовета (Бакинского Совета рабочих и солдатских депутатов) С. Г. Шаумяна чрезвычайным комиссаром на Кавказе. Шаумяну было поручено не только утвердить в Закавказье Советскую власть, но и решить и вопрос о Турецкой Армении и «исключить из Закавказья Турцию как военно-политический фактор».
Лидеры Грузинского национального совета, занимавшие руководящие должности в Закавказском комиссариате, опасались появления в Тифлисе большевизированных частей, способных радикально повлиять на политическую обстановку. Председатель Закавказского комиссариата Е. П. Гегечкори приказал закрыть Тифлис для уходивших с фронта войск. С этой целью узловая станция Навтлуг, через которую шло сообщение с Кавказским фронтом, была закрыта, и военные эшелоны, следовавшие с фронта, перенаправлялись через узловую станцию Караязы. Тифлис был объявлен на военном положении, а революционно настроенные части стали высылать из города. Силами Закавказского комиссариата было организовано нападение на тифлисский арсенал, в результате чего он был занят грузинскими частями. Потеря арсенала лишила местных большевиков основного источника оружия для революционных частей. Позднее большевики были выбиты и из Тифлисской авиационной школы, которую полностью разоружили.
В декабре по предложению штаба Кавказского фронта, поддержанному Закавказским комиссариатом и Краевым советом Кавказской армии, началась мусульманизация отдельных частей. Соответствующий приказ появился 18 (31) декабря. В тот же день Закавказский комиссариат объявил о создании новой армии, включавшей в себя и Мусульманский корпус. Формирование корпуса из мусульман Закавказья было официально начато на следующий день согласно приказу № 155 главнокомандующего войсками Кавказского фронта генерала Пржевальского. Командиром формировавшегося Мусульманского корпуса был назначен генерал-лейтенант А. Шихлинский.
Для вооружения национальных тюркских частей, формированием которых занялся Мусульманский национальный комитет, требовалось большое количество оружия, а поскольку основные воинские склады располагались в Тифлисе и Сарыкамыше, то мусульмане оказались удалены от дележа вооружений и военного имущества. Поэтому азербайджанские лидеры были ярыми сторонниками полного разоружения отходивших частей. Начало этому было положено в Елизаветполе (Гяндже), где местные власти использовали первый конный Татарский полк под командованием грузинских офицеров для разоружения 219‑го запасного полка, значительную часть которого составляли армяне и русские.
В результате именно с этого в Елизаветполе начались межнациональные столкновения.
Близость интересов Грузинского национального совета и Мусульманского национального комитета сыграла важную роль в принятии решения о начале разоружения уходящих войск. Грузинские лидеры, не желая ни с кем делиться находившимся под их контролем вооружением и военным имуществом, фактически согласились на то, чтобы Мусульманский национальный комитет самостоятельно осуществлял разоружение и захват оружия у неподконтрольных частей. 6 (19) января 1918 года 918 года за подписью председателя президиума Кавказского Краевого центра Советов Ноя Жордании всем местным Советам была направлена телеграмма следующего содержания: «Краевой центр Совета рабочих, солдатских и крестьянских депутатов постановил предложить всем Советам принять меры к отобранию оружия у отходящих частей и о каждом случае доводить до сведения Краевого центра».
В январе 1918 года на станциях Закавказской железной дороги Деляры, Акстафа, Шамхор, Ахтагля и др. (участок Тифлис — Баладжары), а также на станции Хачмас (участок Баку — Дербент) —  произошли кровавые столкновения. 
Наиболее масштабное и кровопролитное столкновение имело место в районе станции Шамхор, где за 9—12 (22—25) января от рук татарских (азербайджанских) вооружённых отрядов погибло около 2 тыс. солдат и несколько тысяч было ранено. У отходивших войск было захвачено более 30 орудий, около 100 пулемётов и 12 тыс. винтовок. Как считает В. М. Муханов, шамхорские события способствовали тому, что ситуация в Закавказье скатилась к анархии, на фоне которой армяно-азербайджанские столкновения стали почти ежедневными.
Когда в марте 1918 года получив известие о заключении Брест-Литовского мира и выходе России из войны, Армянский национальный совет тоже поставил на повестку дня вопрос о разоружении русских солдат, возвращавшихся из Персии в Россию через Александрополь, лишь генерал Андраник своим горячим выступлением, посвящённым русско-армянской дружбе, заставил их отказаться от этого намерения.
К январю 1918 года русские войска оставили фронт. 3-й турецкой армии (45-50 тыс. военнослужащих) в этот период противостояли Армянский и Грузинский корпуса. Армянский корпус, ещё не завершивший формирование, должен был оборонять фронт протяжённостью 400 км, от Келкита до Эрзинджана и от Хыныса до Вана. Войска Грузинского корпуса должны были расположиться севернее армянских позиций и занять линию Гюмушхана — Трапезунд.
30 января (12 февраля) под предлогом защиты мусульманского населения от резни со стороны армян турки возобновили боевые действия.

### Национальная политика

Проект изменения границ губерний и уездов в Закавказском крае предложенный Министру внутренних дел Временного правительства состоявшимся 14-15.10.1917 совещанием при Особом Закавказском комитете (ОЗАКОМ) по проведению земской реформы и переделе административных границ губерний и уездов Закавказья, а также декретом Закавказского Комиссариата от 16.12.1917 «О введении земства в Закавказье».

Закавказский комиссариат практически с первых дней своей деятельности столкнулся с межнациональными конфликтами. Ситуация особенно обострилась в январе 1918 года, когда практически ежедневно стали происходить масштабные столкновения азербайджанцев и армян в Эриванской и Елизаветпольской губерниях, были зафиксированы первые поджоги азербайджанских и армянских селений, продовольственных и  оружейных складов, даже железнодорожных станций. Ухудшению ситуации способствовало вооружение азербайджанского населения за счёт оружия, изымавшегося у воинских эшелонов, проходивших по Закавказской железной дороге. Негативную роль в нагнетании межнациональных конфликтов в Закавказье сыграла Турция, представители которой вели среди мусульманского населения активную агитацию.
16 декабря 1917 года Закавказским Комиссариатом было принято «Положение о земельной реформе» и издан Декрет «О введении земства в Закавказье». Согласно этому документу, вся территория Закавказья делилась на земли, «в которых не возникает вопроса о переделе административных границ», и те, в которых Закавказский комиссариат собирался в течение месяца произвести «передел административных границ в спорных губерниях и уездах (округах)». Для реализации этих предложений намечалось предварительно истребовать мнение по армянского, грузинского и мусульманского национальных советов. Бесспорными в отношении административных границ признавались Бакинская губерния, Дагестанская область, Закатальский округ, Арешский и Нухинский уезды. Спорными в отношении административных границ признавались Эриванская губерния, Елисаветпольский, Казахский, Джеванширский, Шушинский, Зангезурский, Карягинский и Борчалинский уезды. Предполагаемый передел, должен был для национального равновесия, целесообразного, с точки зрения государственной и представляющего значительные удобства в делах местного управления и в устройстве судебной части, создать в Закавказье однородные губернии, с преобладанием в каждой из них одной из трёх основных национальностей: 
1. Разделение Елизаветпольской губернии на 2 отдельных губернии:
- Гандзакскую  в нагорной части (армяне 70%, мусульмане 25%) с адм. центром в г. Гандзак (армянская часть г. Елизаветполя), в составе Гандзакского, Каравансарайского,  Шушинского и Зангезурского уездов;
- Елизаветпольскую  в равнинной части (мусульмане 89%, армяне 7%) с адм. центром в мусульманской части г. Елизаветполя, в составе Арешского,  Бардинского,  Елисаветпольского,  Казахского,  Карягинского, Нухинского уездов.
2. Создание отдельной Александропольский губернии  из Александропольского уезда и части Эчмиадзинского уезда Эриванской губернии, Кагызманского и Карсского округов Карсской области, Ахалкалакского, частей Борчалинского и Горийского уездов Тифлисской губернии (армяне 66%, мусульмане 17%) в составе Александропольского, Ахалкалакского, Кагызманского, Карсского и Лорийского уездов.
3. Оставление Эриванской губернии за исключением ее частей включаемых в состав Александропольский губернии (866 тыс. чел., армяне 53%, мусульмане 44%) с переделом границ между оставшимися уездами с  формированием 3-х нагорных уездов с армянским (Новобаязетский, Эриванский и Эчмиадзинский) и 3-х равнинных уездов с татарским большинством (Нахичеванский, Сурмалинский и Шарурский). 
4. Упразднение Карсской области с присоединением её 2-х не вошедших в состав Александропольской губернии округов (Ардаганский и Ольтинский - 140 тыс. чел. с мусульманским большинством) к однородной по религиозно-этническому составу Батумской области (или в случае затруднений к тому – присоединению к Александропольской губернии).
5. Возможное, но окончательно неопределённое, выделение населённых горцами частей Тифлисской и Кутаисской губерний с присоединением их к Терской области.
6. Присоединение к Кутаисской губернии Сухумского округа и Гагринского участка из Сочинского округа Черноморской губернии.
Грузины получали решительное преобладание в 2-х крупных губерниях: Тифлисской (1300 тыс. чел.) и Кутаисской (1200 тыс. чел.). Мусульмане – в крупной губернии Бакинской (1500 тыс. чел), в Елисаветпольской (760 тыс. чел.) и в Дагестанской области (800 тыс.). Армяне должны были получить преобладание в 2-х небольших губерниях: Гандзакской (530 тыс. чел.) и Александропольской (720 тыс. чел.). В Эриванской губернии (866 тыс. чел.) мусульмане и армяне оказывались в равном положении.. 

### Созыв Закавказского сейма
5 (18) января 1918 года в Петрограде начало работу Учредительное собрание, большинство которого составили представители меньшевиков и эсеров. Большинство депутатов отказалось признать Советскую власть и декреты II Всероссийского съезда Советов. В ответ на это большевики разогнали Учредительное собрание. Закавказский комиссариат, поддержавший Учредительное собрание, занял откровенно враждебную позицию по отношению к большевикам и также не признал советскую власть. После ряда консультаций с национальными советами Закавказский комиссариат принял решение о созыве Закавказского сейма как законодательного органа Закавказья. В состав Закавказского сейма вошли депутаты, избранные в Учредительное собрание от Закавказья. Председателем Сейма стал Н. Чхеидзе.
26 марта Сейм принял отставку Закавказского комиссариата и сформировал Временное закавказское правительство, 22 апреля провозгласил создание Закавказской демократической федеративной республики, которая в конце мая распалась на самостоятельные республики — Армению, Азербайджан и Грузию.

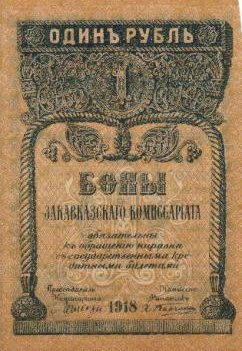
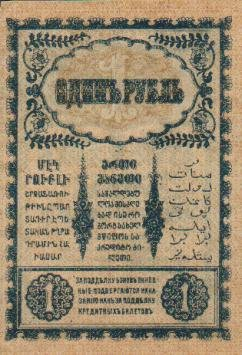
Бона Рубль Закавказского комиссариата 1918

## Состав правительства

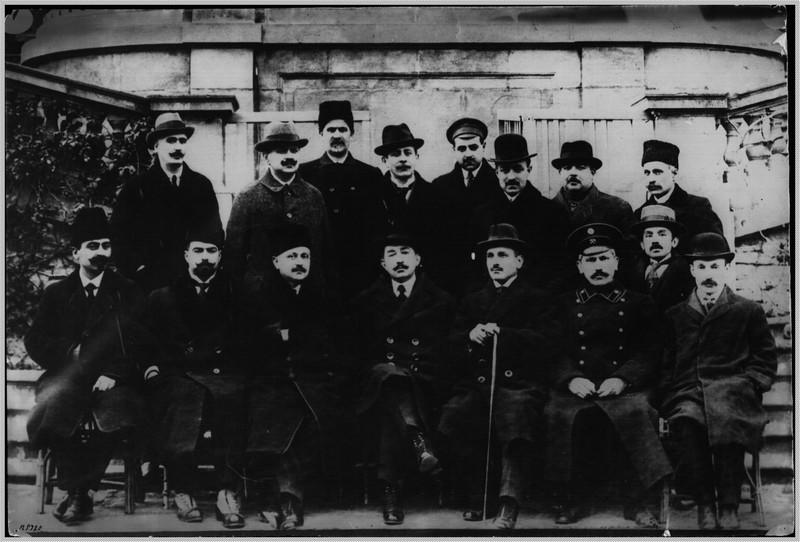
Члены Закавказского комиссариата. В центре — Е. Гегечкори

- Е. П. Гегечкори — председатель и комиссар по делам министерства труда и иностранных дел, меньшевик
- А. И. Чхенкели — комиссар внутренних дел, меньшевик
- Д. Д. Донской — комиссар военный и морской, эсер
- Х. О. Карчикян — комиссар финансов, «Дашнакцутюн»
- Ф.-Х. Хойский — комиссар народного просвещения, беспартийный.
- Ш. В. Алексеев-Месхиев — комиссар юстиции, соцфедералист
- М. Ю. Джафаров — комиссар торговли и промышленности, «Мусават»
- Х. А. Мелик-Асланов — комиссар путей сообщения, «Мусават»
- А. В. Неручев — комиссар земледелия и государственных имуществ и вероисповеданий, эсер
- Г. Тер-Газарян[арм.] — комиссар продовольствия, «Дашнакцутюн»
- А. И. Оганджанян — комиссар призрения, «Дашнакцутюн»
- Х. Хасмамедов — комиссар контроля, «Мусават»[26][27]

## Комментарии
1. ↑  В подвергшемся мусульманизации 219-м запасном пехотном полку, расквартированном в губернской столице, армянские солдаты не пожелали сдавать оружие мусульманам. В результате в ходе силового разоружения нескольких рот армянские солдаты ушли в армянскую часть города, где среди мирного населения началась паника. Армяне начали покидать Елизаветполь, в то время как азербайджанцы, наоборот, устремились в город, что привело к многочисленным кровавым столкновениям между азербайджанцами и армянами, остановить которые удалось только к 22 декабря 1917 (4 января 1918 года)[17]